# Куликовский, Александр Вячеславович
Александр Вячеславович Куликовский (род. 2 января 1997, Майкоп, Россия ) — российский профессиональный шоссейный велогонщик, выступающий  за российскую команду «Gazprom-RusVelo».

## Достижения
2014
2-й - Чемпионат мира — Групповая гонка (юниоры)
2015
1-й на этапе 1 - Peace Race Juniors
1-й - Tour des Landes
1-й на этапе 1
2016
1-й - Кубок Минска
1-й - Coppa dei Laghi-Trofeo Almar (U-23)
1-й на этапе 1 - Baltic Chain Tour
4-й - Гран-при Минска
2017
2-й - Чемпионат России — Групповая гонка (U-23)
6-й - Гран-при Минска
2018
5-й - Дружба народов Северного Кавказа
7-й - Trofeo Alcide Degasperi
7-й - Coppa della Pace